# 1995-ös magyar atlétikai bajnokság
Az 1995-ös magyar atlétikai bajnokságon, mely a 100. bajnokság volt, a férfiaknál megszüntették a kis mezei futást, a fedettpályás 5000 méteres gyaloglás helyett 35 km-en rendeztek versenyt. Nőknél 5000 méter helyett 20 km lett a táv, rúdugrás és kalapácsvetés is bekerült a programba.

## Helyszínek
- téli dobóbajnokság: február 19., Veszprém (nöi kalapácsvetés); február 25., Népstadion; Tüzér utca (gerelyhajítás)
- mezeifutó bajnokság: március 11., Dunakeszi
- maratoni váltó: április 8., Agárd
- maraton: április 23., Visegrád – Budapest
- Ügyességi csapatbajnokság: május 5–6., Csörsz utca; május 6., Népstadion (férfi súly, diszkosz és kalapács)
- 10 000 m: május 13., Veszprém
- váltóbajnokság: május 20., Szilágyi utca
- férfi 20 és női 10 km-es gyaloglás: május 27., Ózd
- pályabajnokság: augusztus 19–20., Csepel SC sporttelep
- Többpróba: szeptember 2–3., Budapest, Szilágyi utca
- félmaraton: szeptember 9., Nyíregyháza
- 4 × 800 m : szeptember 30., Szilágyi utca
- 50 km gyaloglás: október 7., Népstadion

## Eredmények

### Férfiak
| Versenyszám                            | Arany                                                                        | Arany     | Ezüst                                                                          | Ezüst     | Bronz                                                                           | Bronz    |
| -------------------------------------- | ---------------------------------------------------------------------------- | --------- | ------------------------------------------------------------------------------ | --------- | ------------------------------------------------------------------------------- | -------- |
| 100 m                                  | Rezák Pál Újpesti TE                                                         | 10,51     | Makláry Szabolcs Bp. Honvéd                                                    | 10,59     | Karaffa László Bp. Honvéd                                                       | 10,60    |
| 200 m                                  | Karaffa László Bp. Honvéd                                                    | 21,37     | Rezák Pál Újpesti TE                                                           | 21,44     | Sámi István Debreceni MTE                                                       | 21,47    |
| 400 m                                  | Kovács Dusán Vitalitas SE                                                    | 46,66     | Nyilasi Péter Újpesti TE                                                       | 47,34     | Bella Attila Zalaegerszegi AC                                                   | 47,35    |
| 800 m                                  | Tölgyesi Balázs Alba Regia AK                                                | 1:48,00   | Korányi Balázs Alba Regia AK                                                   | 1:48,30   | Árpási Miklós PSAC                                                              | 1:49,01  |
| 1500 m                                 | Tölgyesi Balázs Alba Regia AK                                                | 3:45,85   | Banai Róbert Újpesti TE                                                        | 3:45,91   | Szemán János VEDAC                                                              | 3:47,07  |
| 5000 m                                 | Káldy Zoltán Újpesti TE                                                      | 13:44,87  | Berkovics Imre BVSC                                                            | 13:55,76  | Szemán János VEDAC                                                              | 14:10,96 |
| 10 000 m                               | Káldy Zoltán Újpesti TE                                                      | 29:09,99  | Berkovics Imre BVSC                                                            | 29:28,36  | Kliszek Tamás Újpesti TE                                                        | 29:48,80 |
| 4 × 100 m                              | Czebei Zsolt Karaffa László Makláry Szabolcs Menczer Gusztáv Bp. Honvéd      | 40,37     | Babály László Rezák Pál Dobos György Csillag Levente Újpesti TE                | 40,64     | Gyulai Miklós Pintér Bertalan Németh Roland Hallgató Csaba TFSE                 | 42,09    |
| 4 × 200 m                              | Czebei Zsolt Makláry Szabolcs Karaffa László Menczer Gusztáv Bp. Honvéd      | 1:25,55   | Bella Attila Kovács Dusán Kiss Gábor Both Vilmos Zalaegerszegi AC              | 1:26,33   | Nyilasi Péter Szabó Dezső Munkácsi Sándor Palkovics Gábor Újpesti TE            | 1:27,26  |
| 4 × 400 m                              | Bella Attila Kovács Dusán Both Vilmos Kiss Gábor Zalaegerszegi AC            | 3:12,53   | Róth Miklós Nyilasi Péter Munkácsi Sándor Szabó Dezső Újpesti TE               | 3:16,34   | Somfai Dávid Töreki András Gyimes Zsolt Németh Roland TFSE                      | 3:21,23  |
| 4 × 800 m                              | Bozán Károly Benkő Zsolt Nagy István Banai Róbert Újpesti TE                 | 8:00,28   | Gyimes Zsolt Töreki András Mihalovits Gábor Lenhardt Zoltán TFSE               | 8:00,63   | Szalóky Richárd Király Tamás Horváth Róbert Pénzes Gábor Pécsi AC               | 8:41,85  |
| 4 × 1500 m                             | Nagy László Kollár Csaba Kliszek Tamás Banai Róbert Újpesti TE               | 15:44,95  | Kárpáti Zsolt Szemán János Eső András Szabó Péter VEDAC                        | 15:54,72  | Rosta Gergely Kolozsvári Gábor Werner Péter Rezessy Gergely Vasas               | 16:12,65 |
| 110 m gát                              | Csillag Levente Újpesti TE                                                   | 14,07     | Tamásovics Zoltán ELTE-TK                                                      | 14,24     | Munkácsi Sándor Újpesti TE                                                      | 14,37    |
| 400 m gát                              | Kovács Dusán Vitalitas SE                                                    | 50,43     | Róth Miklós Újpesti TE                                                         | 51,17     | Kelemen Sándor Csepel                                                           | 52,88    |
| 3000 m akadály                         | Vágó Béla MTK                                                                | 8:43,72   | Banai Róbert Újpesti TE                                                        | 8:57,04   | Kárpáti Zsolt VEDAC                                                             | 9:00,45  |
| 20 km gyaloglás                        | Urbanik Sándor Békéscsabai ESC                                               | 1:25:00   | Dudás Gyula Szegedi VSE                                                        | 1:28,07   | Czukor Zoltán Pécsi AC                                                          | 1:33,19  |
| 50 km gyaloglás                        | Dudás Gyula Szegedi VSE                                                      | 4:13:55   | Czukor Zoltán Pécsi AC                                                         | 4:13:57   | Breznai Béla Diósgyőri AC                                                       | 4:32:13  |
| magasugrás                             | Deutsch Péter BEAC                                                           | 222 cm    | Bakler Zoltán Mátyásföldi LTC                                                  | 214 cm    | Somogyi János BEAC                                                              | 214 cm   |
| rúdugrás                               | Bagyula István Csepel                                                        | 570 cm    | Szabó Dezső Újpesti TE                                                         | 530 cm    | Szeredás Bence Bp. Honvéd                                                       | 460 cm   |
| távolugrás                             | Ordina Tibor Újpesti TE                                                      | 770 cm    | Makó György Debreceni MTE                                                      | 767 cm    | Uzsoki János Újpesti TE                                                         | 757 cm   |
| hármasugrás                            | Czingler Zsolt Újpesti TE                                                    | 16,30 m   | Uzsoki János Újpesti TE                                                        | 15,96 m   | Boros Csaba Újpesti TE                                                          | 15,86 m  |
| súlylökés                              | Kóczián Jenő Újpesti TE                                                      | 18,87 m   | Pénzes Tamás Favorit                                                           | 17,91 m   | Németh Zsolt Szombathelyi AC 93                                                 | 17,03 m  |
| diszkoszvetés                          | Horváth Attila Haladás VSE                                                   | 62,60 m   | Benczenleitner Ottó Haladás VSE                                                | 58,88 m   | Fazekas Róbert Szombathelyi AC 93                                               | 58,58 m  |
| kalapácsvetés                          | Kiss Balázs VEDAC                                                            | 80,56 m   | Gécsek Tibor Szombathelyi AC 93                                                | 79,62 m   | Vida József Haladás VSE                                                         | 75,70 m  |
| gerelyhajítás                          | Belák József Újpesti TE                                                      | 74,10 m   | Fejér Zoltán Mátyásföldi LTC                                                   | 70,48 n   | Horváth Gergely Csepel                                                          | 69,10 m  |
| tízpróba                               | Munkácsi Sándor Újpesti TE                                                   | 7909      | Szalay Attila TFSE                                                             | 6890      | Váczi Márk Diósgyőri AC                                                         | 6728     |
| félmaraton                             | Káldy Zoltán Újpesti TE                                                      | 1:03:57   | Holba Zoltán BVSC                                                              | 1:04:12   | Benedek Zsolt MTK                                                               | 1:04:39  |
| maraton                                | Holba Zoltán BVSC                                                            | 2:20:11   | Szűcs Antal BVSC                                                               | 2:22:26   | Szemán János VEDAC                                                              | 2:24:06  |
| mezei futás 10 000 m                   | Berkovics Imre BVSC                                                          | 30:42     | Vágó Béla MTK                                                                  | 31:02     | Kadlót Zoltán Salgótarjáni Öblösüveg                                            | 31:04    |
| csapat 20 km gyaloglás                 | Urbanik Sándor Tóth Balázs Süle Zoltán Békéscsabai AC                        | 5:03:47   | Dudás Gyula Börcsök Zoltán Menyhárt Zoltán Szegedi VSE                         | 5:08,29   | Lengyel Gábor Bondor Csaba Balogh István Szegedi TE                             | 5:16,33  |
| csapat 50 km gyaloglás                 | Lengyel Gábor Balogh István Bondor Csaba Szegedi TE                          | 14:52:24  | Faragó Károly Tarcsi Géza Márton Attila Bp. Honvéd                             | 15:09:00  | Breznai Béla Csepregi Csaba Márton Attila Diósgyőri AC                          | 15:42:45 |
| csapat félmaraton                      | Holba Zoltán Jáger Péter Talabér Attila BVSC                                 | 3:16:06   | Káldy Zoltán Kliszek Tamás Nagy László Újpesti TE                              | 3:16:34   | Sági József Dávid Károly Tóth József Dunakeszi VSE                              | 3:28:17  |
| csapat maraton                         | Holba Zoltán Szűcs Antal Talabér Attila BVSC                                 | 7:20:20   | Bogár János Szilágyi Árpád Búzás Zsolt Békéscsabai AC                          | 7:48:54   | Szemán János Grapka Emil Gyimesi Károly VEDAC                                   | 7:53:54  |
| maratoni váltó (10, 10, 10, 5, 7.2 km) | Laczfi Endre Káldy Zoltán Kollár Csaba Kliszek Tamás Banai Róbert Újpesti TE | 2:09:05   | Jáger Péter Holba Zoltán Talabér Attila Berkovics Imre Farkas Géza BVSC        | 2:10:33   | Bagi József Imre János Bottyán Tibor Tóth József Dávid Károly Dunakeszi VSE     | 2:16:07  |
| csapat mezei futás                     | Jáger Péter Berkovics Imre Kovács József BVSC                                | 10        | Vágó Béla Benedek Zsolt Sági Ferenc MTK                                        | 23        | Kliszek Tamás Banai Róbert Kollár Csaba Újpesti TE                              | 25       |
| csapat magasugrás                      | Béres Gábor Arday Zsolt Schulek Dávid Szalay Attila TFSE                     | 196,75 cm | Kovács Tivadar Frikker Márton Bertán Gábor Kádár Kálmán Szolnoki MÁV MTE       | 196 cm    | Bálint József Macsali Róbert Cseklye Sándor Nagy Márton Szegedi Juhász Gyula TK | 194,5 cm |
| csapat rúdugrás                        | Farkas Zoltán László Ferenc Szeredás Bence Jobbágy András Bp. Honvéd         | 475 cm    | Újpesti TE                                                                     | 412,5 cm  | TFSE                                                                            | 405 cm   |
| csapat távolugrás                      | Ordina Tibor Holicza Zsolt Almási Csaba Kuzma András Újpesti TE              | 694 cm    | Olasz Tamás Halmágyi András Tarr Péter Benkó Tamás Dobozi Sándor Alba Regia AK | 677,25 cm | Soproni SI                                                                      | 662,5 cm |
| csapat hármasugrás                     | Olasz Tamás Benkó Tamás Tarr Péter Halmágyi András Alba Regia AK             | 14,7575 m | Földessy Csaba Ferencvárosi TC                                                 | 14,61 m   | Soproni SI                                                                      | 13,95 m  |
| csapat súlylökés                       | Benczenleitner Ottó Fábián Zoltán Horváth Attila Vida József Haladás VSE     | 15,5225 m | Oroszlányi Bányász                                                             | 14,98 m   | Németh Zsolt Annus Adrián Gécsek Tibor Dejan Dokl Szombathelyi AC 93            | 14,92 m  |
| csapat diszkoszvetés                   | Horváth Attila Vida József Fábián Zoltán Benczenleitner Ottó Haladás VSE     | 53,85 m   | Fazekas Róbert Németh Zs Annus Adrián Igor Primc Szombathelyi AC 93            | 52,84 m   | Nyíregyházi VSC                                                                 | 45,02 m  |
| csapat kalapácsvetés                   | Fábián Zoltán Vida József Szitás Imre Horváth Attila Haladás VSE             | 73,00 m   | Gécsek Tibor Németh Zs Annus Adrián Kevo Vlado Szombathelyi AC 93              | 71,34 m   | VEDAC                                                                           | 58,36 m  |
| csapat gerelyhajítás                   | Varga Lajos Knipfer Zoltán Danos Károly Herédi István Szegedi TE             | 62,255 m  | Szabó József Nyíregyházi VSC                                                   | 59,07 m   | Frikker Márton Bertán Gábor Szabó Attila Sárai István Szolnoki MÁV MTE          | 56,80 m  |

### Nők
| Versenyszám            | Arany                                                                        | Arany     | Ezüst                                                                                 | Ezüst     | Bronz                                                                           | Bronz     |
| ---------------------- | ---------------------------------------------------------------------------- | --------- | ------------------------------------------------------------------------------------- | --------- | ------------------------------------------------------------------------------- | --------- |
| 100 m                  | Barati Éva Bp. Honvéd                                                        | 11,70     | Vaszi Tünde Bp. Honvéd                                                                | 11,86     | Szabó Gabriella Debreceni EAC                                                   | 12,09     |
| 200 m                  | Barati Éva Bp. Honvéd                                                        | 24,10     | Szabó Gabriella Debreceni EAC                                                         | 24,49     | Mádai Mónika Zalaegerszegi AC                                                   | 24,66     |
| 400 m                  | Szekeres Judit Szolnoki MÁV MTE                                              | 54,03     | Mádai Mónika Zalaegerszegi AC                                                         | 54,47     | Kurucz Andrea Újpesti TE                                                        | 55,47     |
| 800 m                  | Varga Judit Haladás VSE                                                      | 2:05,54   | Barta Viktória Csepel                                                                 | 2:06,33   | Csendes Ildikó Békéscsabai AC                                                   | 2:06,40   |
| 1500 m                 | Barta Viktória Csepel                                                        | 4:20,31   | Dóczi Éva VEDAC                                                                       | 4:20,35   | Javos Anikó Újpesti TE                                                          | 4:21,66   |
| 5000 m                 | Dóczi Éva VEDAC                                                              | 16:14,16  | Barócsi Heléna Szolnoki MÁV MTE                                                       | 16:16,75  | Javos Anikó Újpesti TE                                                          | 16:18,87  |
| 10 000 m               | Dóczi Éva VEDAC                                                              | 33:10,63  | Pásztor Kornélia Debreceni MTE                                                        | 33:18,34  | Földingné Nagy Judit Győri Dózsa                                                | 33:47,27  |
| 4 × 100 m              | Kalamár Andrea Gróf Andrea Kozáry Ágnes Mádai Mónika Zalaegerszegi AC        | 47,24     | Ray Szilvia Erdős Anita Szála Anett Szűcs Beatrix TFSE                                | 49,79     | Wlassits Gabriella Varga Judit Soós Eszter Gazdag Éva Haladás VSE               | 50,51     |
| 4 × 200 m              | Vaszi Tünde Eisenhoffer Ágnes Steinmetz Éva Barati Éva Bp. Honvéd            | 1:37,59   | Régensperger Andrea Kalamár Andrea Kozáry Ágnes Mádai Mónika Zalaegerszegi AC         | 1:41,18   | Nemesházi Anita Komlóssy Zsuzsanna Brünyi Orsolya Torma Szilvia Bp. Honvéd II   | 1:44,66   |
| 4 × 400 m              | Kalamár Andrea Gróf Andrea Kozáry Ágnes Mátrai Ágnes Zalaegerszegi AC        | 3:45,13   | Komlóssy Zsuzsanna Mészáros Krisztina Eisenhoffer Ágnes Barati Éva Bp. Honvéd         | 3:45,83   | El-Zein Viktória Erdős Zsuzsa Szabó Anikó Gajda Andrea VEDAC                    | 3:57,24   |
| 4 × 800 m              | Ray Szilvia Horváth Tímea Bugya Mariann Bori Annamária MTK                   | 9:23,53   | Balázs Ágnes Forgách Ágnes Demeter Mária Czégé Éva Gyulai SE                          | 9:36,65   | Nagy Dóra Bulla Orsolya Czipó Gabriella Ekler Mónika Pécsi AC                   | 10:41,78  |
| 100 m gát              | Bálint Zita Csepel                                                           | 13,57     | Ináncsi Rita Bp. Honvéd                                                               | 13,69     | Ray Szilvia TFSE                                                                | 14,05     |
| 400 m gát              | Szekeres Judit Szolnoki MÁV MTE                                              | 57,73     | Dóczi Orsolya Újpesti TE                                                              | 58,62     | Ray Szilvia TFSE                                                                | 59,44     |
| 10 km gyaloglás        | Rosza Mária Békéscsabai AC                                                   | 44:24     | Szebenszky Anikó Debreceni MTE                                                        | 44:57     | Ilyés Ildikó Alba Regia AK                                                      | 45:24     |
| 20 km gyaloglás        | Ilyés Ildikó Alba Regia AK                                                   | 1:39:39   | Alföldi Andrea Komlói Bányász                                                         | 1:42,03   | Zsoffay Klára BEAC                                                              | 1:49,32   |
| magasugrás             | Fazekas Erzsébet Mátyásföldi LTC                                             | 190 cm    | Győrffy Dóra BEAC                                                                     | 187 cm    | Kovács Judit Debreceni MTE                                                      | 181 cm    |
| rúdugrás               | Szabó Zsuzsanna TFSE                                                         | 375 cm    | Juhász Fanni KSI                                                                      | 335 cm    | Nagy Csilla TFSE                                                                | 330 cm    |
| távolugrás             | Ináncsi Rita Bp. Honvéd                                                      | 638 cm    | Vaszi Tünde Bp. Honvéd                                                                | 633 cm    | Bálint Zita Csepel                                                              | 612 cm    |
| hármasugrás            | Vaszi Tünde Bp. Honvéd                                                       | 13,17 m   | Ajkler Zita SKDASE                                                                    | 12,72 m   | Szála Anett TFSE                                                                | 12,62 m   |
| súlylökés              | Herth Hajnal Bp. Építők                                                      | 15,72 m   | Dívós Katalin Szombathelyi AC'93                                                      | 14,43     | Ináncsi Rita Bp. Honvéd                                                         | 14,29 m   |
| diszkoszvetés          | Csőke Katalin Bp. Erőmű                                                      | 52,74 m   | Dívós Katalin Szombathelyi AC'93                                                      | 51,38 m   | Sugár Barbara Szombathelyi AC'93                                                | 46,26 m   |
| kalapácsvetés          | Dívós Katalin Szombathelyi AC'93                                             | 50,18 m   | Sugár Barbara Szombathelyi AC'93                                                      | 44,56 m   | Puskás Marianna Haladás VSE                                                     | 401,34 m  |
| gerelyhajítás          | Zsigmond Kinga Ferencvárosi TC                                               | 59,42 m   | Koczka Anikó BEAC                                                                     | 57,08 m   | Preisinger Ágnes Ferencvárosi TC                                                | 54,04 m   |
| hétpróba               | Ináncsi Vera Bp. Honvéd                                                      | 5404      | Csalagovits Andrea VEDAC                                                              | 5332      | Kiss Enikő Pécsi AC                                                             | 5216      |
| félmaraton             | Barócsi Heléna Szolnoki MÁV MTE                                              | 1:11:50   | Földingné Nagy Judit Győri Dózsa                                                      | 1:11:52   | Jakab Ágnes MAFC                                                                | 1:12:48   |
| maratoni futás         | Farkas Ágota Székesfehérvári Hunyadi                                         | 2:56:01   | Molnár Gizella BVSC                                                                   |           | Korán Éva Székesfehérvári Hunyadi                                               | 3:03:46   |
| mezei futás 6000 m     | Dóczi Éva VEDAC                                                              | 20:22     | Javos Anikó Újpesti TE                                                                | 20:29     | Visnyei Márta BVSC                                                              | 20:37     |
| csapat félmaraton      | Visnyei Márta Oláh Katalin Ágoston Zita BVSC                                 | 3:53:42   | Jakab Ágnes Edőcsény Nóra Győrfalviné S. Ildikó MAFC                                  | 4:10:58   | Csomor Erika Földvári Anett Korom Andrea Szegedi VSE                            | 4:30:41   |
| csapat maratoni futás  | Farkas Ágota Korán Éva Mitring Annamária Székesfehérvári Hunyadi             | 9:20:02   |                                                                                       |           |                                                                                 |           |
| maratoni váltó         | Horváth Mariann Kovács Ida Stupián Anikó Szabó Anikó Stiglic Edit VEDAC      | 2:43:29   | Czizi Réka Czene Zsófia Vönöczki Ágnes Dér Andrea Pintér Betty Pécsi VSK              | 2:45:50   | Kormos Andrea Kiss Ágnes Dékány Orsolya Szászi Beáta Földvári Anett Szegedi VSE | 2:58:22   |
| csapat 10 km gyaloglás | Rosza Mária Szabó Andrea Medovárszki Mária Békéscsabai AC                    | 2:36:00   | Pesti Mónika Bondor Krisztina Balogh Erika Szegedi TE                                 | 2:41:09   | Zsoffay Klára Szuromi Karin Szécsi Ilona BEAC                                   | 2:42:11   |
| csapat 20 km gyaloglás | Zsoffay Klára Szécsi Ilona Szuromi Karin BEAC                                | 5:39:51   | Puskás Éva Tóth Barbara Gruber Orsolya Bp. Honvéd                                     | 5:47:32   | Kovács Erika Varga Ildikó Csorba Viktória Diósgyőri AC                          | 6:26:17   |
| csapat mezei futás     | Oláh Katalin Visnyei Márta Ágoston Zita BVSC                                 | 13        | Dóczi Éva Horváth Mariann Kovács Ida VEDAC                                            | 28        | Tóth Mónika Barta Viktória Szekeres Veronika Csepel                             | 50        |
| csapat magasugrás      | Hegyi Judit Stáhl Ágota Rácz Bernadett Csalagovics Andrea VEDAC              | 167,25 cm | Nagy Dóra Lengyel Rita Vadász Hermesz Ágnes Pécsi AC                                  | 156,25 cm | Ferencvárosi TC                                                                 | 156,25 cm |
| csapat rúdugrás        | Szabó Zsuzsanna Czemel Krisztina Vámosi Zsófia Nagy Csilla TFSE              | 300,00 cm | ELTE TK                                                                               | 245 cm    | TFSE B                                                                          | 222,5 cm  |
| csapat távolugrás      | Vágó Krisztina Gáncs Gabriella Miskolczi Csilla Czvalinga Ágnes ELTE-TTK     | 530       | Régensperger Andrea Szili Krisztina Győri Krisztina Juhász Ivett Kaposvári Favorit AC | 525,5 cm  | VEDAC                                                                           | 522,25 cm |
| csapat hármasugrás     | Gáncs Gabriella Czvalinga Ágnes Vágó Krisztina Miskolczi Csilla ELTE-TTK     | 11,02 m   | Régensperger Andrea Győri Krisztina Szili Krisztina Benke Judit Kaposvári Favorit     | 10,73 m   | Pécsi AC                                                                        | 10,64 m   |
| csapat súlylökés       | Dívós Katalin Sugár Barbara Németh Gyöngyi Magyari Zsuzsa Szombathelyi AC'93 | 11,86 m   | Jánosi Viktória Palotai ASC                                                           | 11,64 m   | Pécsi AC                                                                        | 10,99 m   |
| csapat diszkoszvetés   | Dívós Katalin Sugár Barbara Kertész Tekla Magyari Zsuzsa Szombathelyi AC'93  | 42,11 m   | Palotai ASC                                                                           | 35,52 m   | Pécsi AC                                                                        | 34,15 m   |
| csapat kalapácsvetés   | Dívós Katalin Sugár Barbara Rédei Melinda Németh Gyöngyi Szombathelyi AC'93  | 38,375 m  | Markó Borbála Fekete Viktória Dági Mariann Beck Katalin Pécsi AC                      | 26,62 m   | ELTE TK                                                                         | 23,55 m   |
| csapat gerelyhajítás   | Zsigmond Kinga Preisinger Ágnes Antal Katalin Gránitz Andrea Ferencvárosi TC | 51,28 m   | Bereczky Bea TFSE                                                                     | 42,12 m   | Bánfi Evelin Jágfalvi Beáta Joó Ildikó Czikkely Ágnes Szegedi TE                | 40,12 m   |

## Téli dobóbajnokság
Férfiak
| Versenyszám   | Arany                             | Arany     | Ezüst                           | Ezüst   | Bronz                     | Bronz   |
| ------------- | --------------------------------- | --------- | ------------------------------- | ------- | ------------------------- | ------- |
| diszkoszvetés | Fazekas Róbert Szombathelyi AC 93 | 57,40 m   | Benczenleitner Ottó Haladás VSE | 56,00 m | Nagy Ákos Pécsi AC        | 54,78 m |
| kalapácsvetés | Gécsek Tibor Szombathelyi AC 93   | 75,52 m m | Németh Zsolt Szombathelyi AC 93 | 72,96 m | Fábián Zoltán Haladás VSE | 71,54 m |
| gerelyhajítás | Belák József Újpesti TE           | 72,28 m   | Fejér Zoltán Mátyásföldi LTC    | 70,96 m | Varga Lajos Szegedi TE    | 70,02 m |

Nők
| Versenyszám   | Arany                            | Arany   | Ezüst                            | Ezüst   | Bronz                            | Bronz   |
| ------------- | -------------------------------- | ------- | -------------------------------- | ------- | -------------------------------- | ------- |
| diszkoszvetés | Csőke Katalin Bp. Erőmű          | 55,06 m | Dívós Katalin Szombathelyi AC 93 | 51,02 m | Sugár Barbara Szombathelyi AC 93 | 47,88 m |
| kalapácsvetés | Dívós Katalin Szombathelyi AC 93 | 54,98 m | Sugár Barbara Szombathelyi AC 93 | 47,10 m | Puskás Mariann Haladás VSE       | 37,50 m |
| gerelyhajítás | Zsigmond Kinga Ferencvárosi TC   | 61,04 m | Szegvári Katalin Újpesti TE      | 58,04 m | Preisinger Ágnes Ferencváros     | 53,70 m |

## Magyar atlétikai csúcsok
- fp. n. 100 m 11.64 ocs. Barati Éva Honvéd SE Budapest 3. 4.